# 哈瑟尔巴赫塔尔
哈瑟尔巴赫塔尔是德国萨克森州的市镇，隶属于包岑县。总面积为37.5平方千米，截至2023年12月31日总人口为3,956人。